# Венціслав Інкьов
Венціслав Інкьов (болг. Венцислав Владимиров Инкьов; нар. 19 травня 1956, Дупниця) – болгарський шахіст і шаховий суддя (Міжнародний арбітр від 2011 року), гросмейстер від 1982 року.

## Шахова кар'єра
Найбільших успіхів у своїй кар'єрі досягнув у 1980-х роках. 1982 року виграв у Софії титул чемпіона Болгарії (перемігши на догравання Валентина Лукова), а 1987 року в Загребі єдиний раз узяв участь у міжзональному турнірі (відбіркового циклу чемпіонату світу), посівши 13-те місце. Протягом цього часу належав до основних гравців збірної країни. Між 1978 і 1990 роками шість разів представляв кольору Болгарії на шахових олімпіадах, а в 1980, 1983 і 1989 роках - тричі на командних першостях Європи.
Перших значних успіхів на міжнародній арені досягнув на перетині 1973 і 1974 років, посівши 4-те місце (позаду Сергія Макаричева, Йожефа Пінтера і Адама Куліговського) на чемпіонаті Європи серед юніорів до 20 років у Гронінген. 1975 року поділив 3-4-те місце (разом з Джонатаном Местелом) на чемпіонаті світу серед юніорів до 20 років у Тєнтище, а на перетині 1975 і 1976 років виборов бронзову медаль на чемпіонаті Європи серед юніорів у цій же віковій категорії (знову в Гронінгені). У наступних роках досягнув низки міжнародних успіхів, зокрема, в таких містах, як:
- Лодзь (1978, Меморіал Казімєжа Макарчика, посів 1-ше місце),
- Пампорово (1982, поділив 2-ге місце),
- Афіни (1983, посів 3-тє місце),
- Сочі (1983, Меморіал Михайла Чигоріна, поділив 3-тє місце позаду Анатолія Вайсера i Євгена Свєшнікова),
- Ниш (1983, поділив 1-ше місце разом з Бошко Абрамовичем),
- Пловдив (1984, поділив 2-ге місце позаду Джеймса Пласкетта, разом з Найджелом Шортом),
- Варна (1985, поділив 1-ше місце разом з Елізбаром Убілавою i Райнером Кнааком),
- Варшава (1987, зональний турнір, посів 2-ге місце позаду Йожефа Пінтера),
- Кліші (1999, поділив 1-ше місце разом з Петром Веліковим),
- Буа-Коломб (1999, посів 1-ше місце),
- Робеккетто-кон-Індуно (2000, посів 1-ше місце),
- Арко (2000, поділив 2-ге місце позаду Володимира Тукмакова),
- Рієка (2001, поділив 1-ше місце разом з Петром Веліковим),
- Планкое (2001, посів 1-ше місце),
- Кондом (2002, поділив 1-ше місце разом з Віорелом Йордаческу та Ібрагімом Хамракуловим)[5],
- Париж (2002, поділив 2-ге місце позаду Сіріля Марселена),
- Ле-Туке (2002, посів 1-ше місце),
- Бад-Нойштадт (2003, посів 1-ше місце),
- Генгам (2004, посів 1-ше місце),
- Еврі (2004, поділив 2-ге місце позаду Мурстаса Кажгалєєва, разом з Андрієм Щекачовим),
- Марсель (2005, поділив 2-ге місце позаду Олександра Карпачова, разом із, зокрема, Гленном Фліром, Марком Гебденом i Давором Пало),
- Швебіш-Гмюнд (2006, поділив 1-ше місце разом з В'ячеславом Іконніковим, Володимиром Бурмакіним i Фалько Біндріхом), а також Париж (2006, поділив 1-ше місце разом з Марком Дутреєвим).

Найвищий рейтинг Ело в кар'єрі мав станом на 1 липня 2006 року, досягнувши 2538 очок ділив тоді 6-7-ме місце серед болгарських шахістів.

## Зміни рейтингу
| На цьому місці має відображатися графік чи діаграма, однак з технічних причин його відображення наразі вимкнено. Будь ласка, не видаляйте код, який викликає це повідомлення. Розробники вже працюють для того, щоби відновити штатне функціонування цього графіка або діаграми. | |
| | На цьому місці має відображатися графік чи діаграма, однак з технічних причин його відображення наразі вимкнено. Будь ласка, не видаляйте код, який викликає це повідомлення. Розробники вже працюють для того, щоби відновити штатне функціонування цього графіка або діаграми. |